# Dīmītrīs Mouchlias
Dīmītrīs Mouchlias (in greco Δημήτρης Μούχλιας?; Soufli, 17 maggio 2001) è un pallavolista greco, opposto del PAOK.

## Carriera

### Club
La carriera di Dīmītrīs Mouchlias inizia nell'Evros Soufliou, club della sua città natale. Nella stagione 2016-17 viene ingaggiato dall'Ethnikos Alexandroupolīs, in Volley League. Dopo essere tornato al club di Soufli, nel campionato 2018-19 torna a calcare i campi della massima divisione ellenica con l'Īraklīs Salonicco. 
Si trasferisce quindi negli Stati Uniti d'America per prendere parte alla lega universitaria NCAA Division I con la Hawaii: fa parte dei Rainbow Warriors dal 2020 al 2023 (saltando l'annata 2021), disputando due finali nazionali e vincendone una, oltre a ottenere qualche riconoscimento individuale.
Nella stagione 2023-24 torna in Europa, partecipando alla 1. Bundesliga tedesca con il Dürener, mentre nella stagione seguente torna in patria per difendere i colori del PAOK.

### Nazionale
Fa parte delle selezioni giovanili greche, prendendo parte al campionato europeo under 17 2017, alle qualificazioni al campionato europeo under 19 2017, al campionato europeo under 18 2018 (passando dalle qualificazioni) e alle qualificazioni al campionato europeo under 20 2018.
Nel 2021 debutta in nazionale maggiore in occasione del campionato europeo.

## Palmarès

### Club
- NCAA Division I: 1

2022

### Premi individuali
- 2022 - NCAA Division I: Los Angeles National All-Tournament Team
- 2023 - All-America First Team
- 2023 - NCAA Division I: Fairfax National All-Tournament Team